# Malcolm I al Scoției
Máel Coluim mac Domnaill, cunoscut sub numele de Malcolm I  (n. 897 d.Hr. – d. 954 d.Hr.), a fost regele Scoției, devenind rege atunci când vărul său, Constantin al II-lea a abdicat pentru a deveni călugăr. El a fost fiul lui Donald al II-lea.
Din moment ce tatăl său a murit în anul 900, Malcolm nu trebuie să se fi născut mai târziu de 901. Prin anul 940, el nu mai era un om tânăr, și este posibil să fi devenit nerăbdător în așteptarea tronului. De bună voie sau nu, Profeția lui Berchán din secolul al XI-lea, afirmă că nu a fost o decizie voluntară prin care Constantin al II-lea a abdicat în 943, retrăgându-se la mănăstire și lăsând regatul lui Malcolm.
În 945, Edumnd de Wessex, care l-a expulzat pe Olaf Sihtricsson din Northumbria, a devastat Cumbria și i-a orbit pe cei doi fii a lui Domnall mac Eógain, regele Strathclyde. Se spune că atunci el i-a lăsat regiunea Strathclyde lui Malcolm în schimbul unei alianțe. Se poate înțelege că Malcolm a fost stăpân în Strathclyde și că Edmund l-a recunoscut în timp ce a luat terenurile din sudul Cumbriei.
Malcolm pare să fi păstrat acordul cu regele Angliei, și este posibil să fi fost reînnoit cu noul rege, după ce Edmund a fost asasinat în 946 și a fost urmat de fratele său, Edred. Eric Bloodaxe a preluat Yorkul în 948, înainte de a fi alungat de Edred, iar când Amlaíb Cuaran a preluat din nou Yorkul în 949 - 950, Malcolm a atacat Northumbria până în sud, unde a mutilat oameni și a dărâmat mai multe castele. Analele Ulster din 952 au înregistrat o luptă între oamenii din Alba, Bretoni și englezi împotriva străinilor, adică a oamenilor din nord. Această luptă nu este raportată de Cronica anglo-saxonă și nu este clar faptul dacă acest lucru este legat de expulzarea lui Cuaran din York sau de reîntoarcerea lui Eric Bloodaxe.
Analele Ulster raportează că Malcolm a fost ucis în 954. Alte surse au plasat asasinatul în Mearns, fie la Fetteresso, după Cronica anglo-saxonă, fie la Dunnottar, după Profeția Berchán. A fost înmormântat la Iona. Fii lui Malcolm, Dubh și Kenneth al II-lea au devenit regi mai târziu.